# 옥과공공도서관
옥과공공도서관은 전라남도 곡성군 옥과면 소재의 군립 도서관이다.

## 연혁
- 2001년 7월 23일 개관. 자유학습실 운영.

## 시설현황
- 2층: 종합자료실, 어린이자료실
- 1층: 디지털자료실, 문화강좌실, 자유학습실, 사무실, 심화학습실, 간행물실
- 지하1층: 창고, 기계실

## 이용 안내
이용 시간
- 심화학습실: 화~일요일 (3~10월) 09:00 ~ 22:00 / (11~2월) 09:00 ~ 21:00
- 문화강좌실, 자유학습실: 화~일요일 (3~10월) 09:00 ~ 22:00 / (11~2월) 09:00 ~ 21:00
- 디지털자료실: 화~토요일 (연중) 09:00 ~ 18:00
- 종합자료실: 화~일요일 (연중) 09:00 ~ 19:00
- 어린이자료실: 화~토요일 (연중) 09:00 ~ 18:00

휴관일
- 매주 월요일
- 일요일을 제외한 관공서 휴관일(공휴일이 겹치는 일요일은 휴관)